# 马克·维尔梅
马克·维尔梅（法語：Marc Wilmet，1938年8月28日—2018年11月10日），比利时语言学家，布鲁塞尔自由大学教授。 1986年，他被授予法朗基奖人文科学奖。